# Nacionalno prvenstvo ZDA 1913
Nacionalno prvenstvo ZDA 1913 v tenisu.

## Moški posamično
Maurice McLoughlin :  R. Norris Williams  6-4 5-7 6-3 6-1

## Ženske posamično
Mary Browne :  Dorothy Green  6-2, 7-5

## Moške dvojice
Maurice McLoughlin /  Tom Bundy :  John Strachan /  Clarence Griffin 6–4, 7–5, 6–1 

## Ženske dvojice
Mary Browne /  Louise Riddell Williams :  Dorothy Green /  Edna Wildey 12–10, 2–6, 6–3 

## Mešane dvojice
Mary Browne /  Bill Tilden :  Dorothy Green /  C. S. Rogers 7–5, 7–5 